# Jogos Paralímpicos de Inverno de 1998
As 7ª s Paraolimpíadas de Inverno, realizadas juntamente com as Olimpíadas de Inverno em Nagano, Japão.

## Desportos
Esta edição teve 122 eventos em quatro desportos: esqui alpino, hóquei sobre trenó, corrida de trenó,o esqui alpino e o esqui nórdico. O esqui nórdico teve duas disciplinas, o biatlo e o Esqui Cross Country.
- Esqui alpino
- Hóquei Sobre Trenó
- Corrida sobre o Trenó
- Esqui nórdico
  - Biatlo
  - Esqui Cross Country

## Quadro de medalhas
| Ordem | País           | Medalha de ouro | Medalha de prata | Medalha de bronze |    |
| ----- | -------------- | --------------- | ---------------- | ----------------- | -- |
| 1     | Noruega        | 18              | 9                | 13                | 40 |
| 2     | Alemanha       | 14              | 17               | 13                | 44 |
| 3     | Estados Unidos | 13              | 8                | 13                | 34 |
| 4     | Japão          | 12              | 16               | 13                | 41 |
| 5     | Rússia         | 12              | 10               | 9                 | 31 |
| 6     | Suíça          | 10              | 5                | 8                 | 23 |
| 7     | Espanha        | 8               | 0                | 0                 | 8  |
| 8     | Áustria        | 7               | 16               | 11                | 34 |
| 9     | Finlândia      | 7               | 5                | 7                 | 19 |
| 10    | França         | 5               | 9                | 8                 | 22 |
| 11    | Nova Zelândia  | 4               | 1                | 1                 | 6  |
| 12    | Itália         | 3               | 4                | 3                 | 10 |
| 13    | Chéquia        | 3               | 3                | 1                 | 7  |
| 14    | Ucrânia        | 3               | 2                | 4                 | 9  |
| 15    | Canadá         | 1               | 9                | 5                 | 15 |
| 16    | Austrália      | 1               | 0                | 1                 | 2  |
| 17    | Dinamarca      | 1               | 0                | 1                 | 2  |
| 18    | Eslováquia     | 0               | 6                | 4                 | 10 |
| 19    | Suécia         | 0               | 1                | 5                 | 6  |
| 20    | Países Baixos  | 0               | 1                | 1                 | 2  |
| 21    | Polónia        | 0               | 0                | 2                 | 2  |

## Países participantes
| - RSA África do Sul - GER Alemanha - ARM Armênia - AUS Austrália - AUT Áustria - BLR Bielorrússia - BUL Bulgária - CAN Canadá - KAZ Cazaquistão - KOR Coreia do Sul - DEN Dinamarca - SVK Eslováquia - SLO Eslovênia - ESP Espanha - EST Estônia - USA Estados Unidos - FIN Finlândia | - FRA França - GBR Grã-Bretanha - ITA Itália - IRI Irã - JPN Japão - NOR Noruega - NZL Nova Zelândia - NED Países Baixos - POL Polônia - CZE República Checa - RUS Rússia - SWE Suécia - SUI Suíça - UKR Ucrânia |